# فیلتر هوا

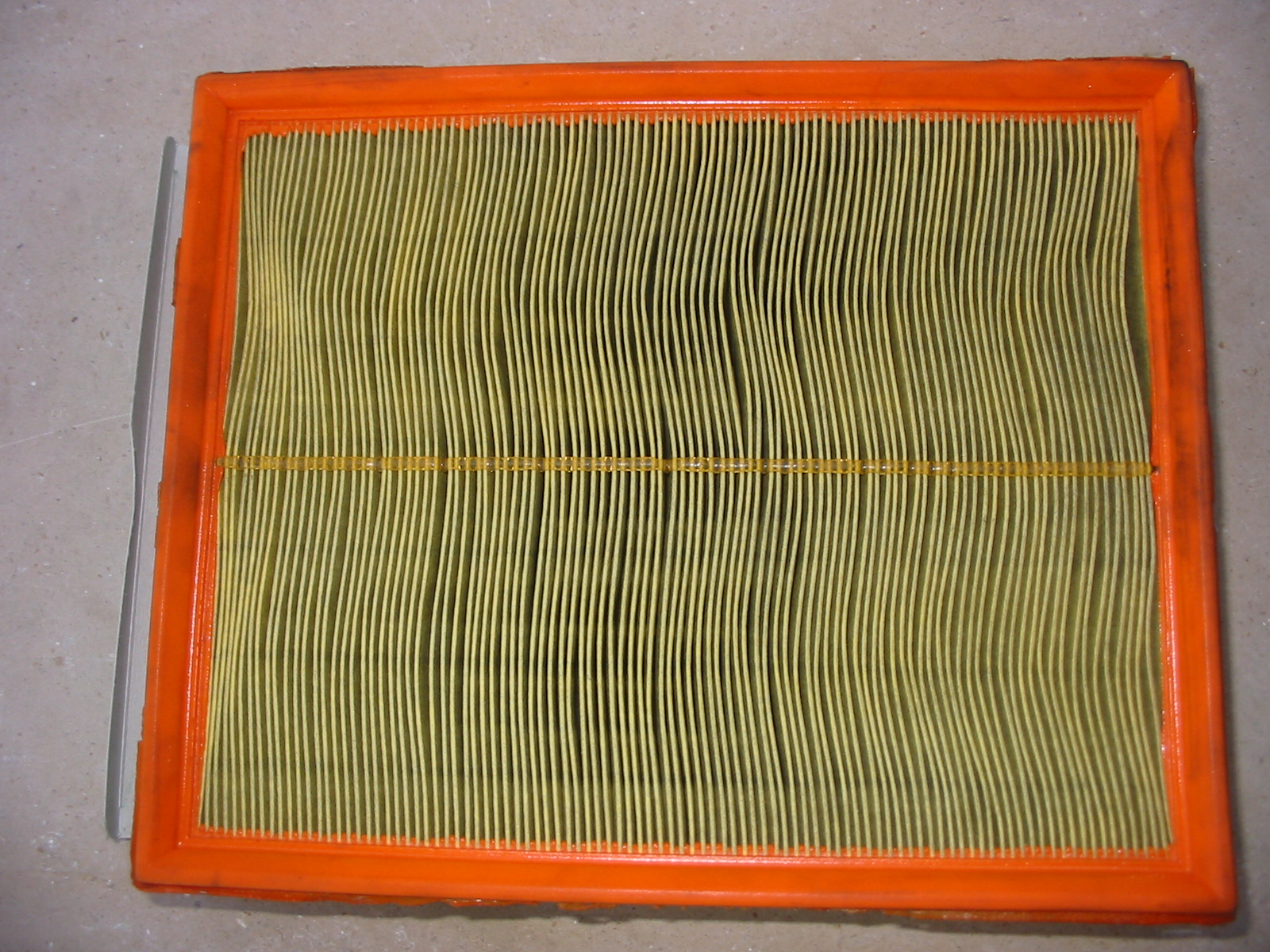
تصویر فیلتر هوای خودرو

پالایه‌های هوا برای زدودن ذرات معلق در هوا به کار می‌روند و عمده‌ترین کاربرد آن‌ها برای استفاده در اچ‌وی‌ای‌سی و خودروها است.

## کاربرد

### صنایع اچ‌وی‌ای‌سی
فیلترهای هوا مورد استفاده در صنایع اچ‌وی‌ای‌سی با توجه به میزان بازدهی در چهار دسته طبقه‌بندی می‌شوند:

#### فیلترهای با بازدهی پایین
این پالایه‌ها توانایی جذب ذرات تا ۵۰ میکرون را دارا هستند. جنس این پالایه‌ها می‌تواند از فایبرگلاس، پشم شیشه یا مواد چسبنده‌ای به نام تاکیفایر باشد. عیب این فیلترها این است که به مرور زمان قطعات آن از بستر فیلتر جدا شده و بازدهی بشدت پایین می‌آید. کاربرد این فیلترها بیشتر به عنوان پیش‌فیلتر است.

#### فیلترهای با بازدهی متوسط
این فیلترها قابلیت جذب ذرات ۵ تا ۱۰ میکرون را داشته و جنس آن‌ها معمولاً از پلی استر یا الیاف کتان-پلی استر می‌باشد. این فیلترها بیشتر به‌صورت چیندار هستند که این ویژگی باعث می‌شود سطح بیشتری برای جداسازی ذرات از هوا وجود داشته باشد هرچند این ویژگی باعث ایجاد مقاومت در برابر جریان هوا و افزایش افت فشار می‌گردد. بازده این فیلترها با توجه به معیار سنجش نقطه‌ای گردوغبار حداکثر برابر با ۳۰ درصد است.

#### فیلترهای با بازدهی بالا
فیلترهای با بازدهی بالا توانایی جذب ذرات تا ۳/۰ میکرون را دارند و بازده آن‌ها بین ۳۰ تا ۹۸ درصد بر مبنای معیار سنجش نقطه‌ای گرد وغبار است. فیلتر کیسه‌ای، فیلترهای با بستر صلب و فیلترهای با صفحات حلقوی داخلی در این دسته از فیلترهای هوا قرار می‌گیرند.

#### فیلترهای با بازدهی بسیار بالا
این فیلترها برای کاربردهای خاص مانند اتاق‌های عمل بیمارستان‌ها، آزمایشگاه‌ها و اتاق‌های تمیز صنعتی به‌کار می‌روند و توانایی جذب ذرات تا ۱۲/۰ میکرون را دارند. فیلتر هپا و فیلتر اولپا در این دسته از فیلترها قرار می‌گیرند و بازدهی آن‌ها تا ۹۹۹۹/۹۹۹ درصد نیز می‌رسد.

### خودروها

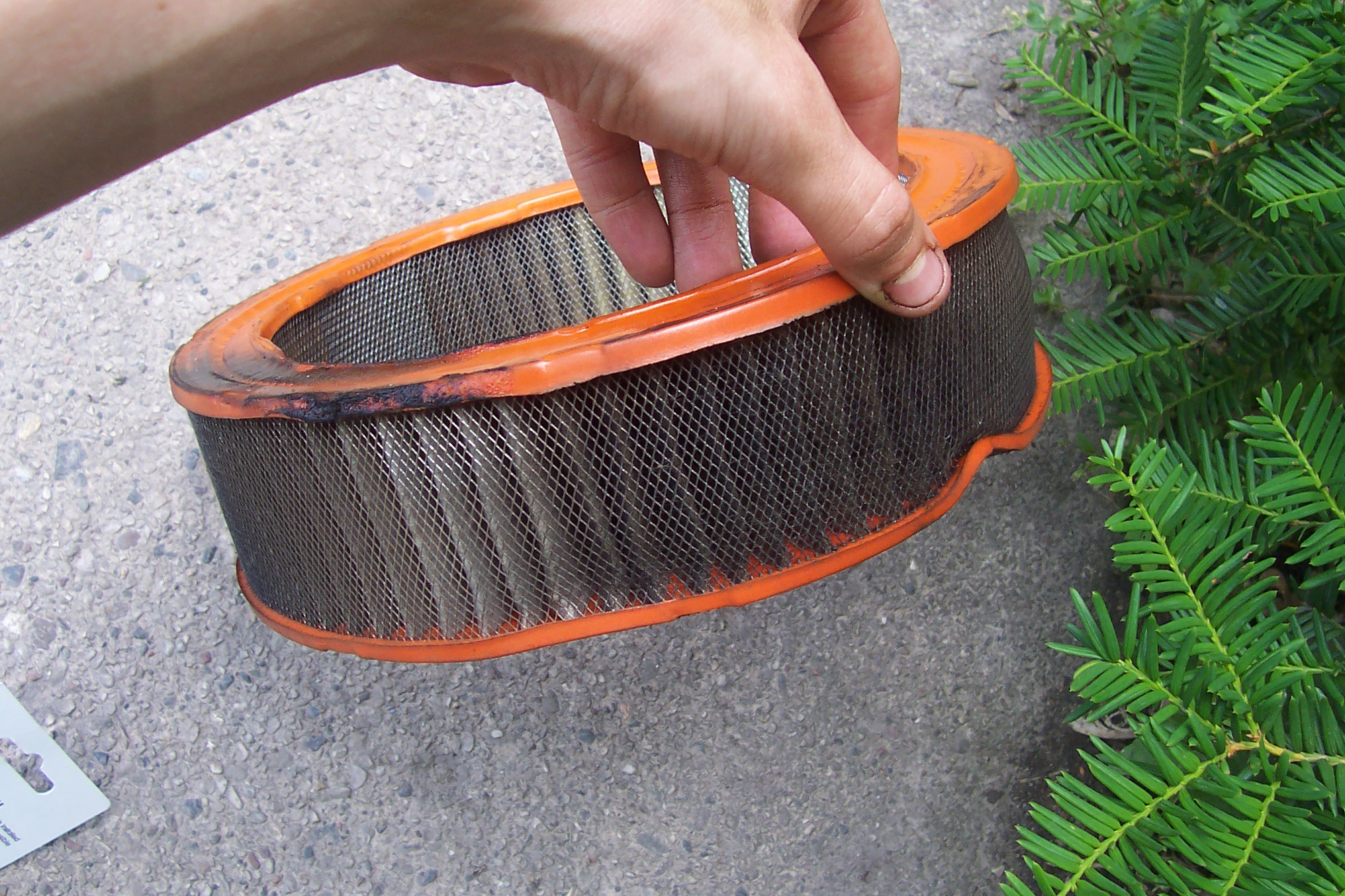
تصویر یک فیلتر هوای کثیف یک خودرو

فیلتر هوا از تجهیزات لازم و ضروری در خودرو است. فیلتر هوا به موجب داشتن خاصیت جذب ذرات موجود در هوا، مانع ورود گرد و غبار و ذرات آلوده موجود در هوا به داخل موتور اتومبیل می شود. فیلتری که برای تصفیه هوا در خودروها استفاده می‌شود دارای انواع سلولزی، اسفنجی و کتان است. این فیلترها می‌توانند ذرات تا ۲۰ میکرون را از هوا جداسازی کنند.